# Fécamp
Fécamp este o comună franceză situată în departamentul Seine-Maritime, în regiunea Normandia.

## Geografie

### Comune limitrofe
| Canalul Mânecii | Canalul Mânecii                           | Senneville-sur-Fécamp |
| Canalul Mânecii |                                           | Colleville            |
| Saint-Léonard   | Tourville-les-Ifs Épreville Saint-Léonard | Toussaint Ganzeville  |

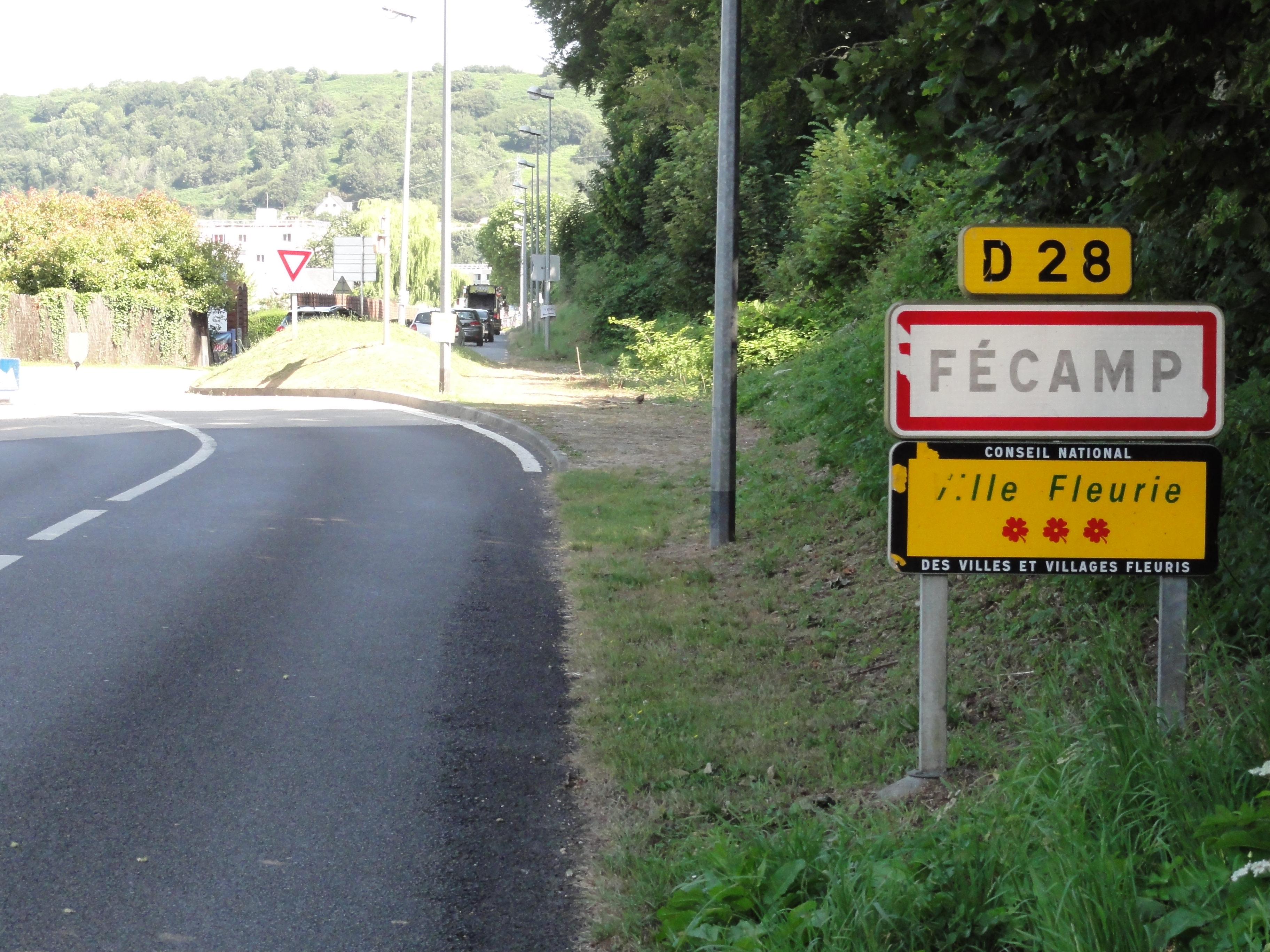
Una dintre intrările comunei.
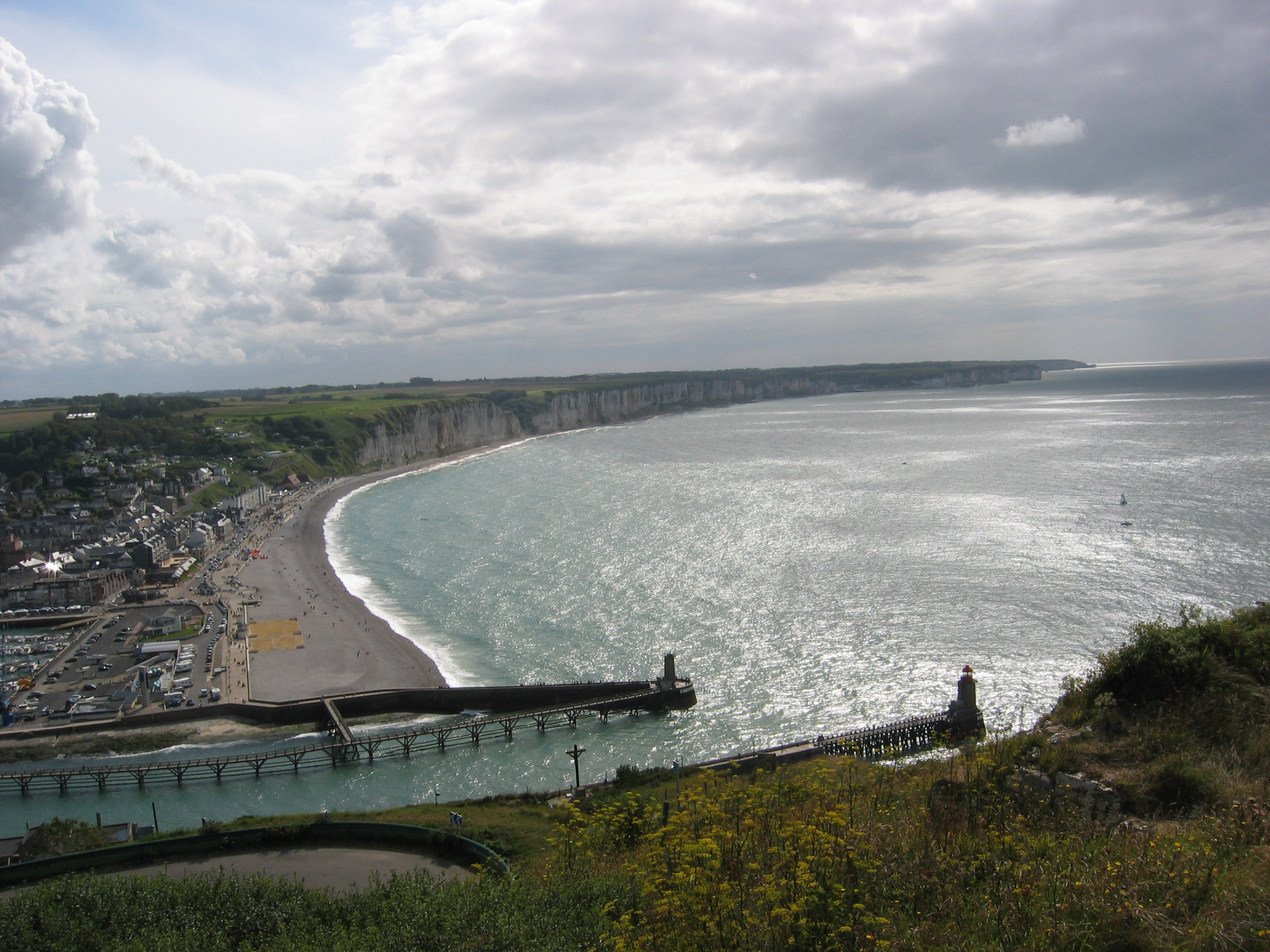
Intrarea în port, plaja și faleza.
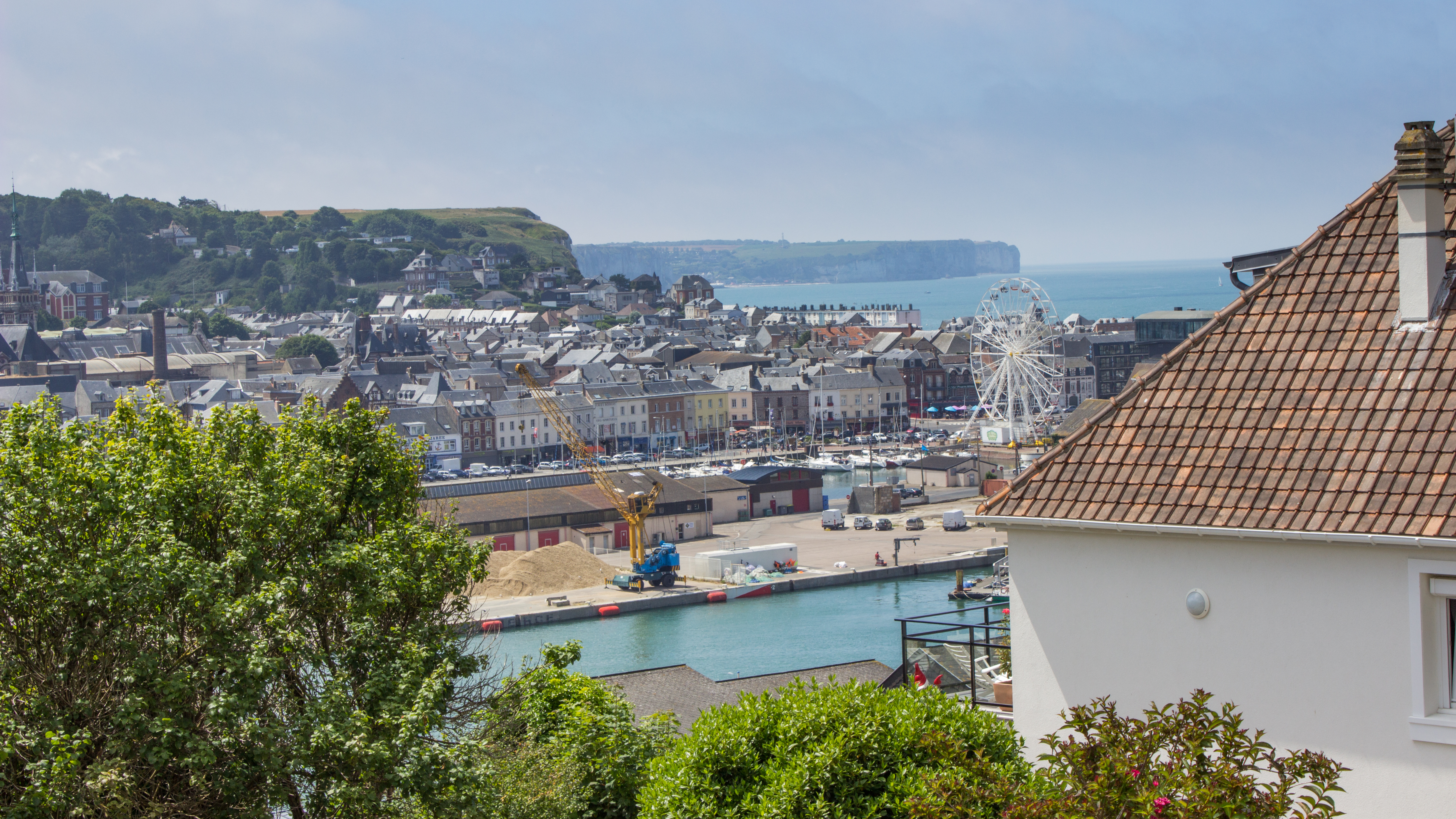
Fécamp văzută de pe drumul Farului.

### Clima
În 2010, clima comunei era de tip oceanic pur, conform unui studiu realizat de CNRS, bazat pe o serie de date care acoperă perioada 1971-2000. În 2020, Météo-France a publicat o tipologie a climei din Franța metropolitană, în care comuna este expusă unui climat oceanic și se află în regiunea climatică „Côtes de la Manche orientale”, caracterizată printr-un nivel scăzut de însorire (1.550 h/an), o umiditate ridicată a aerului (peste 20 de ore/zi cu umiditate relativă > 80% iarna) și vânturi frecvente și puternice. În paralel, GIEC Normand, un grup regional de experți în climat, a diferențiat, într-un studiu din 2020, trei mari tipuri de climat pentru regiunea Normandia, nuanțate la o scară mai fină de factorii geografici locali. Conform acestui zonaj, comuna este expusă unui „climat maritim”, corespunzător regiunii Pays de Caux, rece, umed și ploios, ușor mai rece decât în Cotentin.
Pentru perioada 1971-2000, temperatura medie anuală este de 11 °C, cu o amplitudine termică anuală de 12,4 °C. Cantitatea medie anuală de precipitații este de 814 mm, cu 12,1 zile de precipitații în ianuarie și 8,6 zile în iulie. Pentru perioada 1991-2020, temperatura medie anuală observată la stația meteorologică situată în comuna Octeville-sur-Mer la 29 km distanță în linie dreaptă, este de 11,4 °C, iar cantitatea medie anuală de precipitații este de 761,1 mm. Pentru viitor, parametrii climatici estimati pentru comună pentru anul 2050, conform diferitelor scenarii de emisii de gaze cu efect de seră, pot fi consultati pe un site dedicat publicat de Météo-France în noiembrie 2022.

## Urbanism

### Tipologie
La 1 ianuarie 2024, Fécamp este clasificată drept centru urban intermediar, conform noii grile comunale de densitate în șapte niveluri definită de INSEE (Institutul Național de Statistică și Studii Economice) în 2022. Ea aparține unității urbane Fécamp, o aglomerație intra-departamentală care reunește două comune, dintre care este orașul principal. De asemenea, comuna face parte din zona metropolitană a Fécamp, al cărei centru este. Această zonă, care reunește 26 de comune, este clasificată în zonele cu mai puțin de 50.000 de locuitori.
Comuna, mărginită de Canalul Mânecii, este, de asemenea, o comună litorală în sensul legii din 3 ianuarie 1986, cunoscută sub numele de legea litoralului. Dispoziții urbanistice specifice se aplică aici pentru a proteja spațiile naturale, siturile, peisajele și echilibrul ecologic al litoralului, cum ar fi, de exemplu, principiul interdicției de construire în afara zonelor urbanizate pe fâșia litorală de 100 de metri sau mai mult, dacă planul local de urbanism prevede acest lucru.

### Utilizarea terenului
Ocuparea terenurilor în comună, așa cum reiese din baza de date europeană de ocupare biogeofizică a terenurilor Corine Land Cover (CLC), este marcată de importanța teritoriilor artificializate (37,2 % în 2018), în creștere față de 1990 (32,2 %). Repartizarea detaliată în 2018 este următoarea: zone urbanizate (28,1 %), păduri (20 %), terenuri arabile (17,7 %), zone agricole eterogene (9,5 %), pajiști (9,2 %), zone industriale sau comerciale și rețele de comunicații (9,1 %), medii cu vegetație arbustivă și/sau ierboasă (3,8 %), ape continentale (1,6 %), zone umede costiere (1 %). Evoluția ocupării terenurilor în comună și a infrastructurilor sale poate fi observată pe diferitele reprezentări cartografice ale teritoriului: harta Cassini (secolul XVIII), harta de stat-major (1820-1866) și hărțile sau fotografiile aeriene ale IGN pentru perioada actuală (1950 până în prezent).

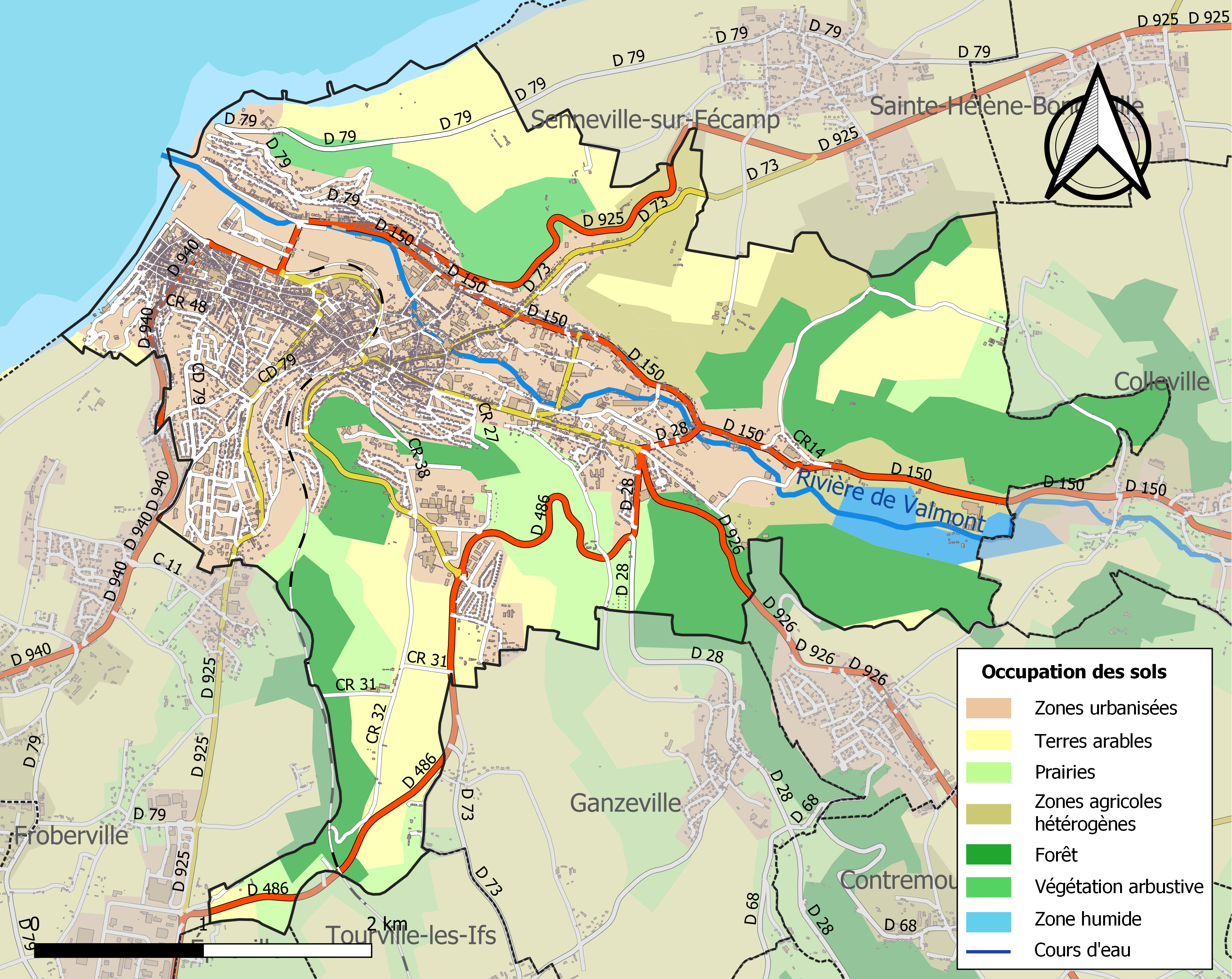
Harta infrastructurii și utilizării terenului a comunei în 2018 (CLC).

## Toponimie
Numele este atestat încă din anul 875 în expresia latină super fluvium Fiscannum, iar mai târziu sub forma Fiscannus în anul 990.
Formele cele mai vechi nu au nicio legătură cu etimologia erudită Fici campus („câmpul smochinului”), adesea invocată în legătură cu orașul și care inspiră grafia actuală a numelui Fécamp, cu un -p final.
Evoluția numelui în „Fécan” derivă regulat din FISCANNU. Este probabil numele de origine al Râului Valmont (fără alt nume vechi cunoscut), așa cum indică mențiunea din 875 în documentul lui Carol cel Pleșuv super fluvium Fiscannum („pe râul Fécam(p)”). De asemenea, același proces de transfer al unui nume de râu către un nume de loc se observă de mai multe ori în Seine-Maritime (de exemplu, Eu, Dieppe, etc.) și în alte locuri. Curios, formele Fiscamnum monasterium din secolul al VII-lea (M.G.H. Passiones, t. V, p. 337) și Ad Fiscamnum din 833 (Gesta, 111) nu sunt luate în considerare de François de Beaurepaire, deși par să indice și ele o etimologie legată de un nume de râu, ceea ce permite o comparație cu Entrains-sur-Nohain (Nièvre, Intaranum în secolul al II-lea, pe una dintre inscripțiile de la Autun -RIO 1962 174-, Interamnum în secolul al VI-lea) sau Antrain (Intramnum în secolul al XI-lea), al căror element -amnum „râu” este o reformulare în latină târzie pentru termenul indigen anum „mlaștină” sau ambes „râu”. Primul element Fisc- reprezintă, cel mai probabil, termenul din vechea limbă francă de jos fisk, „pește”, de unde rezultă sensul global de „mlaștină, râu al peștilor”.
Explicația lui Auguste Longnon, bazată pe termenul latin clasic fiscus în sensul de „domeniu fiscal”, nu este reluată de Albert Dauzat și Charles Rostaing. În schimb, aceștia includ Fescamps (Somme, fără formă veche) împreună cu nume de tip Fêche-l'Église, Fesches-le-Châtel etc., în categoria Feissal, care derivă din latinescul fiscus („tezaur regal”), preluând astfel explicația lui Longnon. Ernest Nègre se bazează pe opiniile anterioare și, la fel ca Dauzat și Rostaing, exclude Fécamp din această serie care ar deriva din fiscus latin.
Într-adevăr, Longnon vede în Fécamp un Fisci campus, adică „câmpul fiscului”, ceea ce este contrazis de formele vechi ale numelui. De asemenea, se remarcă faptul că termenul fisque „fisc” nu este atestat în limba franceză înainte de secolul al XIII-lea și reprezintă un împrumut din latina clasică.
Albert Dauzat și Charles Rostaing propun, așadar, un fisk-hafn pe baza propunerii lui Hermann Gröhler, derivat din termenul germanic fisk „pește” și hafn „port”, o explicație preluată parțial de François de Beaurepaire, care analizează primul element ca provenind, într-adevăr, din germanicul fisk „pește”. Totuși, Ernest Nègre preia de la ei și identificarea celui de-al doilea element -annum/-annus ca o alterare a germanicului hafn, însemnând „port de pescuit”.
Un nume de râu similar este atestat în Franța cu la Fresquel, un afluent al râului Aude, care a fost numit și Fiscanum în trecut, iar al doilea element nu poate fi derivat din germanicul hafn „port”. În schimb, germanicul fiskaz „pește” este perfect compatibil cu o origine vizigotă. Nume de râuri similare există și în Italia, cum este la Fisca, un torent din bazinul râului Po, precum și în Germania, cu numeroasele Fischach, Fischbach etc.

## Istorie

### Galia independentă și romană
Un oppidum (aglomerare fortificată galică) a fost stabilit în locul numit Côte du Canada, situat la sud-est de orașul actual. Acolo se pot vedea rămășițele fortificațiilor construite în jurul mijlocului secolului I î.Hr., în special cele ale unui zid de apărare de tip belgic. Acest tip de zid de apărare este cunoscut astăzi sub denumirea de „Tip Fécamp”.
În perioada romană, un drum care lega Fécamp de Étretat trecea prin actualul loc numit Fond Pitron. Traseul actualului drum departamental RD 940 urmează traseul acestui drum roman.
În 1852, abatele Cochet a descoperit un cimitir galo-roman în zona cartierelor Vicomté.
O mormânt feminin, datat pe baza descoperirii pe sit a unei siliqua a lui Eugène (392-394), a fost descoperit în 1872, la fostul amplasament al mănăstirii capucinilor, mai exact într-un spațiu situat între străzile Louis-Pasteur, Léon-Degenetais, Charles-le Borgne și Jules-Ferry. Conform inventarului funerar, ar fi vorba despre mormântul unei femei din aristocrația germanică, pe care arheologii l-au numit „mormântul Capucinilor”. A fost avansată ipoteza prezenței unei garnizoane germanice instalate de puterea romană în cadrul Litus Saxonicum.

### Evul Mediu

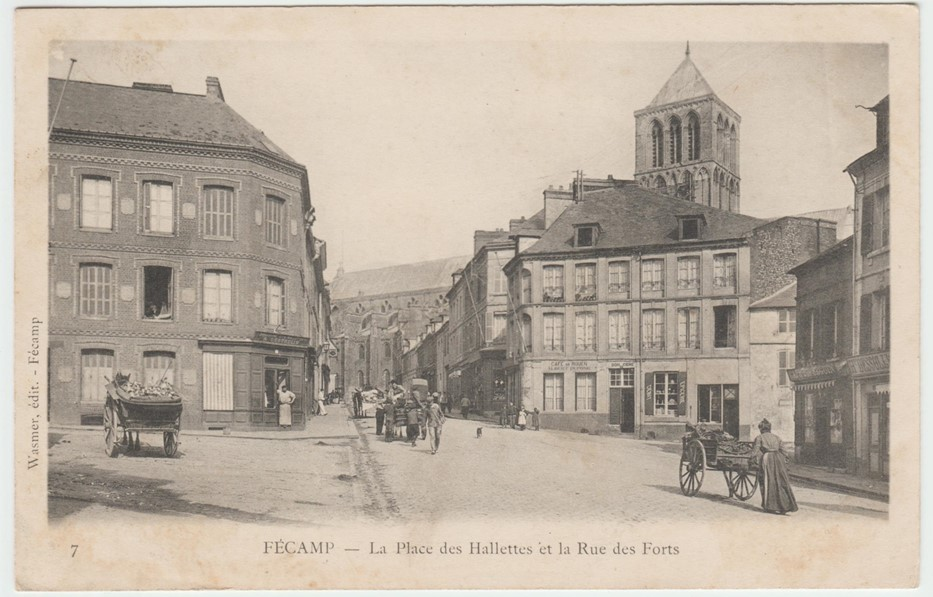
Fotografie veche a Place des Hallettes și a Rue des Forts.

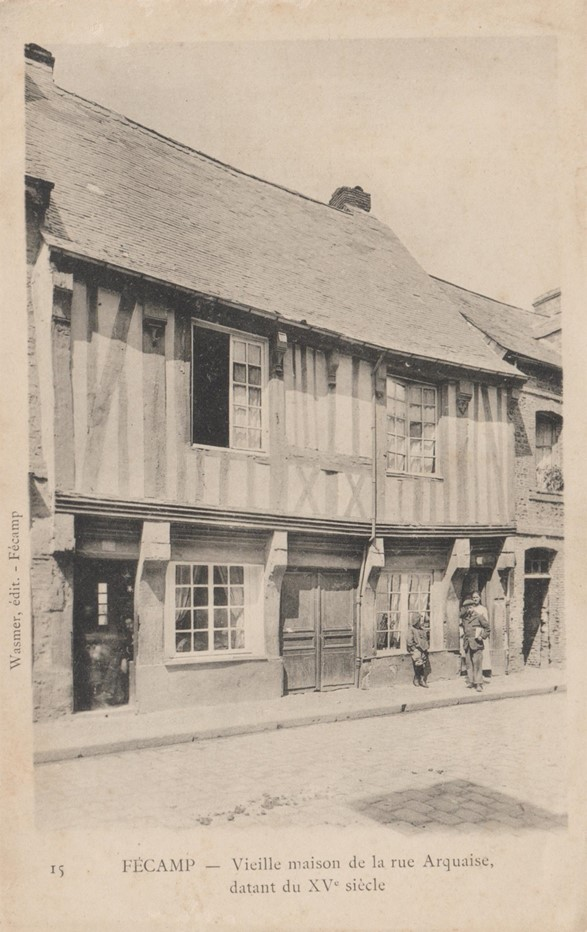
Casă veche de pe rue Arquaise din Fécamp, datând din secolul al XV-lea.

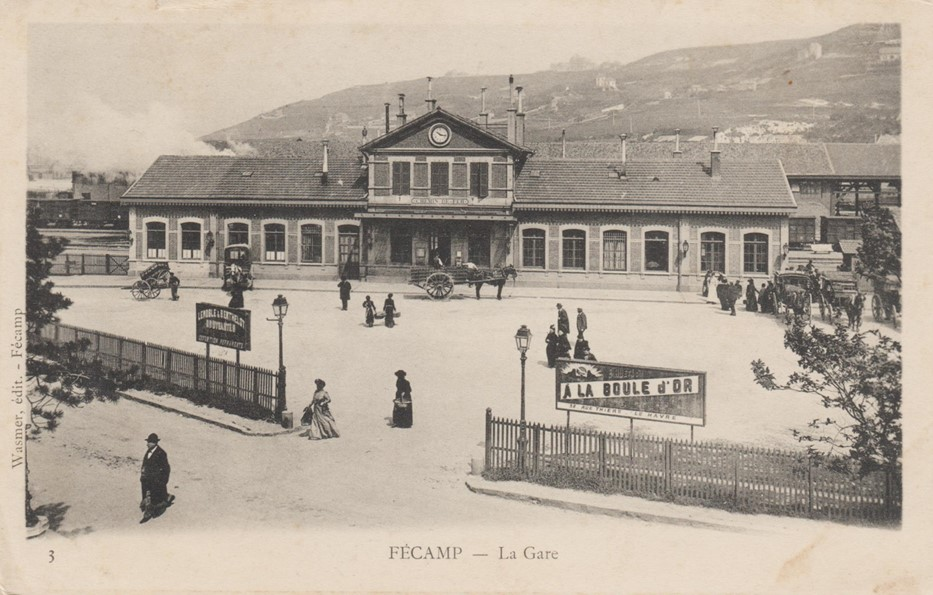
Fotografie veche a gării din Fécamp.

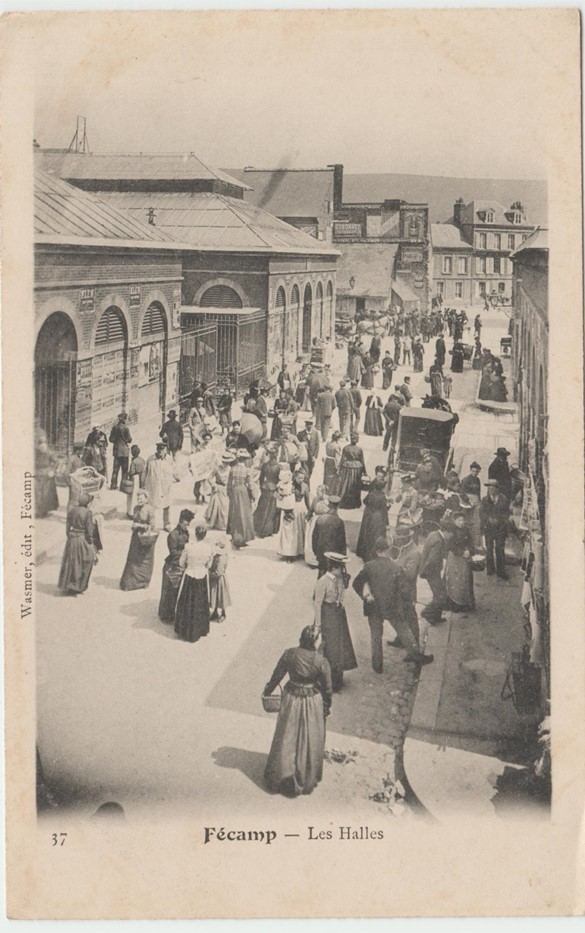
Fotografie veche a Halelor din Fécamp.

În secolul al VII-lea, Sfântul Léger (în latin Leodegarius, din germanicul Leudegari, cf. leudes, nobilii regelui franc) a fost deportat la Fécamp și a fost găzduit în prima mănăstire, care era pe atunci o abație de maici. Se spune că aici și-a recăpătat vorbirea. În jurul palatului ducal romanic, au fost descoperite mărturii din epoca carolingiană (monede și fundațiile a două capele).
În secolul al IX-lea, vikingii au distrus mănăstirea în timpul unui raid, iar se spune că maicile și-au mutilat în mod voluntar fețele pentru a scăpa de „dezonoare”. După anul 911 și tratatul de la Saint-Clair-sur-Epte, regiunea din jurul Fécamp devine o zonă de colonizare masivă a Nortmanni, așa cum o demonstrează toponimia normandă. Această prezență masivă a anglo-danezilor ar putea explica interesul pe care primii duci îl au pentru oraș, care era, de altfel, modest în comparație cu Rouen și orașele episcopale ale ducatului Normandiei. Este posibil ca Guillaume Longue-Épée, care s-a stabilit acolo încă din 932, sau fiul său, Richard I de Normandia, să fi început fortificarea orașului.
Fécamp este orașul natal al ducilor Normandiei Richard I, care a murit acolo la 21 noiembrie 996, și Richard al II-lea, care a murit acolo la 22 august 1027. În 1963, a fost descoperit un tezaur de monede, în principal francice și anglo-saxone, dar și originare din Mediterana, ilustrând circulația monedei în noul ducat. Se presupune că a fost îngropat în jurul anilor 970-980, conform celei mai recente monede.
Richard I de Normandia, numit fără frică, s-a născut acolo în anul 933, la aproximativ o sută de ani după primele distrugeri comise de strămoșii săi vikingi (851). Richard I a reconstruit o biserică, dar fiul său, Richard al II-lea de Normandia, numit cel bun, l-a adus pe Guillaume de Volpiano pentru a refonda o abație, și anume abația Sfintei Treimi din Fécamp, conform regulilor benedictine în vigoare la Cluny. Inițial, Richard apelase la Maïeul, starețul de la Cluny, dar acesta ar fi refuzat pe motiv că nu ar merge la pirați. Biserica abațială a Sfintei Treimi a fost construită pentru prima dată în stil romanic, folosind piatră din Caen și piatră din Fécamp. A fost sfințită în 1106 de către arhiepiscopul de Rouen, Guillaume Bonne-Âme. Sub Plantageneți, scriptorium-ul din Fécamp a produs numeroase manuscrise. Relicvele Sângelui Prețios, un fel de Sfânt Graal, au atras păcătoși și pelerini, contribuind la transformarea acestei abații benedictine în cea mai opulentă din Normandia, de unde provine zicala: „Din orice direcție bate vântul, abația din Fécamp are venituri.” În urma unui incendiu devastator în 1168, s-a început reconstrucția abației în stil gotic.
Din portul Fécamp, Robert I de Normandia a adunat o armată puternică și a pornit pe mare pentru a invada Anglia, cu scopul de a-i repune pe tron pe Eduard și Alfred, fiii lui Æthelred, care fuseseră alungați de regele Knut în 1016.
La începutul secolului al XIII-lea, biserica a fost finalizată sub conducerea starețului Raoul d'Argences. În 1202, Ioan fără de Țară a acordat un regim comunal orașului Fécamp. La scurt timp după aceea, orașul a fost anexat la regatul Franței de către Filip August.
În 1410, englezii au invadat și incendiat orașul, apoi l-au ocupat, menținând acolo o garnizoană. Henric al V-lea a debarcat la Chef-de-Caux în august 1415; pe 9 octombrie, a ajuns la Fécamp înainte de a merge la Azincourt. Orașul Fécamp a fost plasat sub autoritatea și garnizoana lui John Fastolf, care colecta impozitele după bunul plac în ținutul Caux. Moartea regentului Bedford (John de Lancaster) pe 14 septembrie 1435 a oferit normanzilor rebeli ocazia să se revolte. Pe 28 octombrie, un lider de bandă, Charles des Maretz, a asediat orașul Dieppe și l-a eliberat de ocupația engleză. Sprijinit de mici seniori și de detașamente franceze sub comanda lui La Hire, țăranii s-au revoltat, conducând la eliberarea orașelor Fécamp și Harfleur. A urmat o ripostă engleză, în care țăranii au fost masacrați și orașele recucerite, cu excepția Harfleurului, care a rezistat până în 1447, și Dieppe, pe care englezii nu au reușit niciodată să-l captureze. În 1449, orașul a fost eliberat de sub ocupația engleză, la fel ca Rouen.
În timpul războaielor religioase, căpitanul Henri Goustimesnil de Bois-Rosé a adus orașul de partea lui Henric al IV-lea după convertirea acestuia la catolicism în iulie 1593. Abația a trecut sub autoritatea lui Charles de Lorena, unul dintre cei trei membri ai familiei Guise.

### Epoca modernă

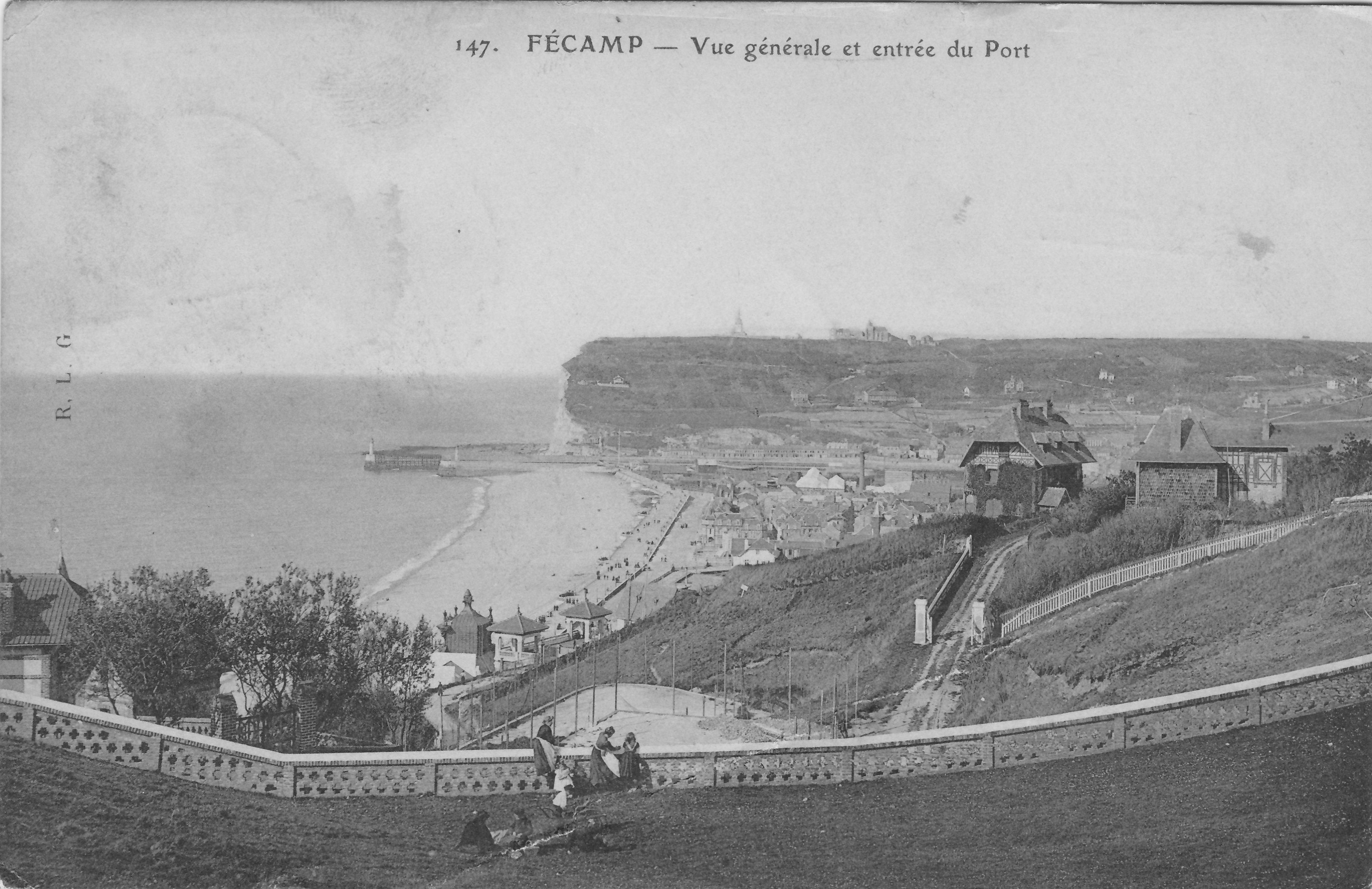
Fécamp, vedere generală în jurul anului 1914.

Istoria orașului Fécamp se bazează, alături de cea a abației, în principal pe istoria portului său, fondat în jurul secolului al XI-lea, care a stimulat atât construcția navală, cât și pescuitul. În secolul al XVIII-lea, pescuitul heringului a intrat în declin din cauza colmatării portului, concurenței olandeze, atracției contrabandei engleze (smogglage) și lipsei de investiții.
La 16 octombrie 1651, regele Carol al II-lea al Angliei a debarcat la Fécamp, reușind să fugă de Cromwell.

### Epoca contemporană

#### Orașul femeilor și Portul Terre-Neuvas

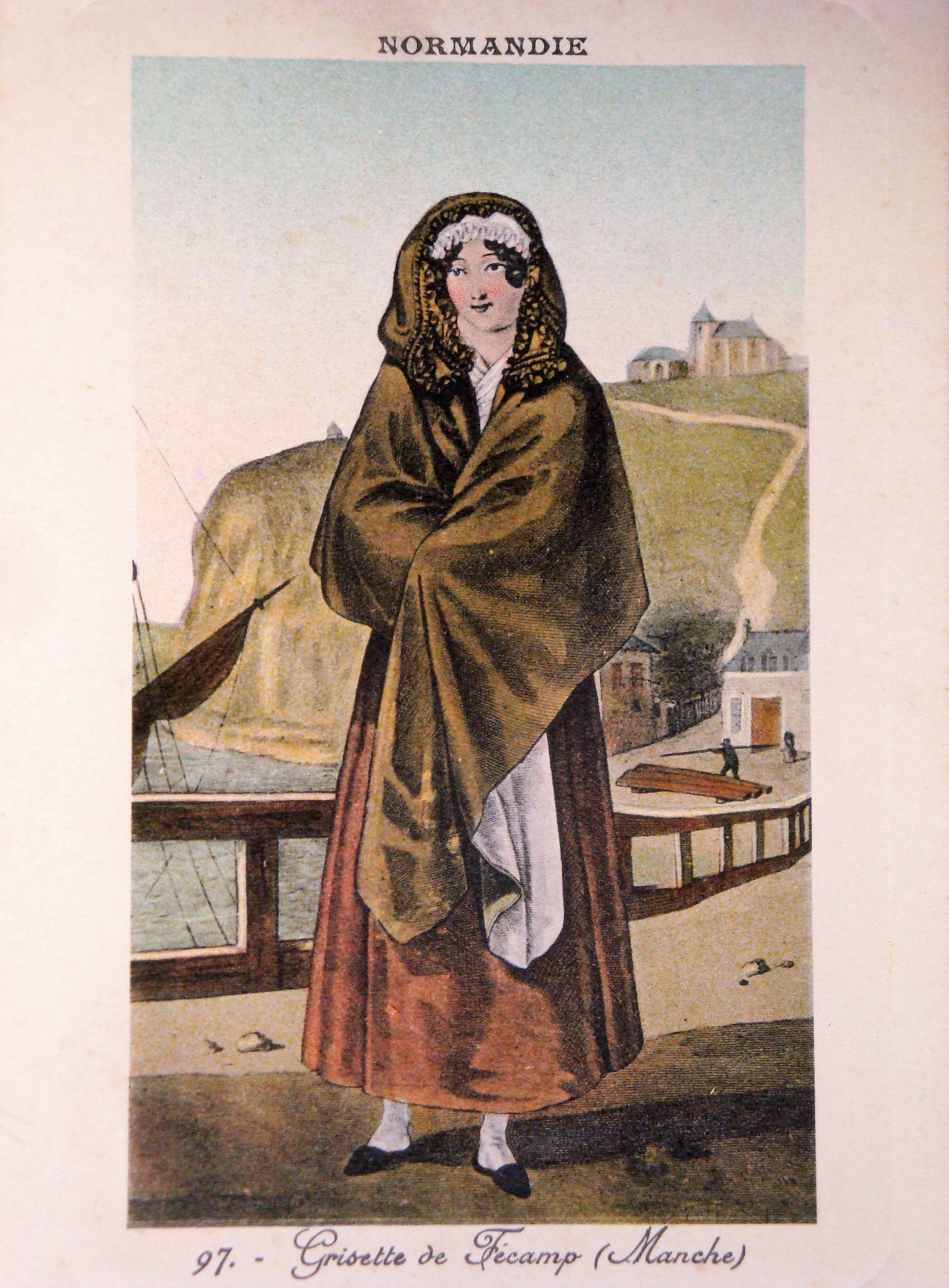
Grisette de Fécamp, litografie din 1821, reprezintă o tânără muncitoare elegantă.

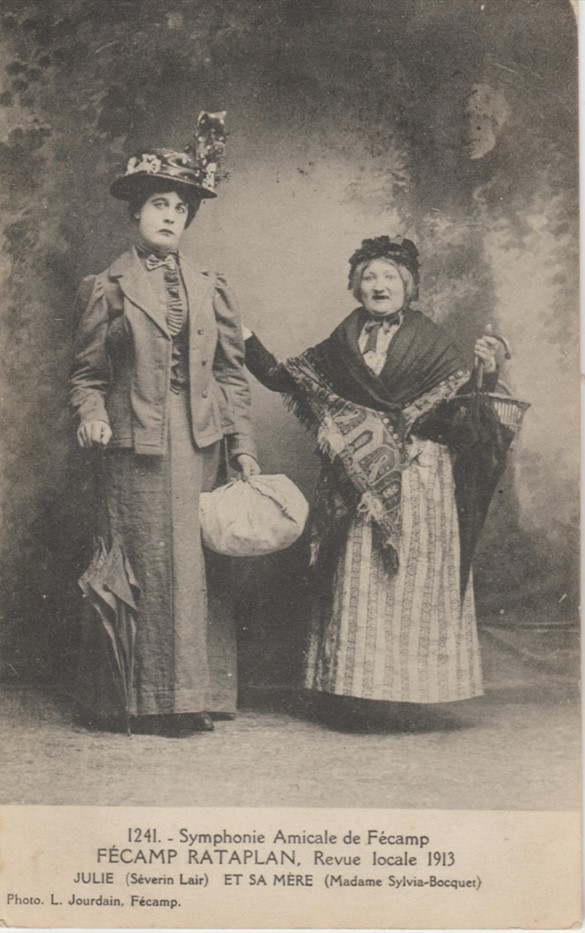
Symphonie amicale de Fécamp Rataplan. Revistă locală din 1913. Julie (Séverin Lair) și mama sa (Doamna Sylvia Bocquet). Fotografie de L. Jourdain, Fécamp.

Din secolul al XIX-lea până la mijlocul secolului al XX-lea, Fécamp a avut o activitate importantă de pescuit al codului, cunoscută sub numele de Terre-neuvas. Portul său a reușit pentru o vreme să depășească Saint-Malo, devenind principalul port de pescuit al codului din Franța, și să depășească definitiv Granville în secolul XX, care era tradițional primul din Normandia și al doilea din Franța. Jumătate dintre navele franceze destinate acestui tip de pescuit erau armate la Fécamp la începutul secolului XX, iar apogeul acestei activități a fost atins în 1903, când portul a echipat 73 de nave pentru pescuitul codului, fiecare având în medie un echipaj de treizeci și cinci de oameni. Această activitate a continuat până în anii 1970, când Canada a interzis accesul în zonele de pescuit.
Inițial practicată de veliere, inclusiv de nave cu trei catarge, campaniile de pescuit puteau dura mai mult de șase luni, timp necesar pentru a umple cala cu cod, care era sărat pentru conservare. Pescuitul la undiță se realiza din doris, mici ambarcațiuni care transportau doi sau trei pescari și care erau stivuite una în alta la bordul navei cu trei catarge, pentru a economisi spațiu. Multe dintre aceste doris s-au pierdut în ceață și nu s-au mai întors niciodată la navele-mamă. Această activitate a susținut parțial industria construcțiilor navale, dar tehnicile au evoluat și velierele au dispărut treptat. Ultimul schooner cu trei catarge, Léopoldine, destinat pescuitului de cod, și-a făcut ultima campanie în 1931, lăsând locul navelor cu aburi, apoi celor cu motoare diesel.
În prezent, pescuitul din Fécamp este redus și se rezumă la pescuitul de coastă. Navigația de agrement a preluat locul pescuitului. Portul departamental din Fécamp menține totuși o anumită activitate, în special prin importul de lemn. Singurul vas de pescuit Terre-neuvier francez încă existent, Marité, a fost echipat și completat în șantierele navale ale orașului în 1921. În plus, Marina Națională încă folosește două schoonere fabricate la Fécamp în anii 1930: Étoile și Belle Poule.
Structura din lemn a sălii gotice din palatul Bénédictine a fost realizată de dulgherii navali din oraș în secolul al XIX-lea.
Bărbații erau pe mare, în timp ce femeile lucrau în fabricile de sărare a codului sau a macroului, dar și în fabricile textile, care, încă din 1834, foloseau războaie de țesut mecanice. Aceste fabrici au dispărut treptat începând cu anii 1990, provocând o gravă criză de tranziție economică pentru oraș.
Orașul s-a orientat spre turism, dar și spre energie. Astfel, un parc eolian cuprinzând cinci turbine (eoliene) a fost inaugurat în iunie 2006. În plus, un proiect de parc eolian offshore (pe mare) ar trebui să fie implementat până în 2025, proiectul fiind amânat de mai multe ori. Primele lucrări la fața locului au început în cursul anului 2022, iar primele eoliene au fost instalate în iunie 2023.
În ceea ce privește turismul, primăria, cu ajutorul departamentului și al fondurilor departamentale și europene, a întreprins renovarea unei clădiri: clădirea Pêcheries (fosta fabrică de uscare a codului). Muzeul care prezintă viața pescarilor Terre-neuvas (marinari care mergeau la pescuit în Newfoundland), situat pe faleza orașului, a fost mutat în interiorul acestei clădiri abandonate de peste douăzeci de ani și aflată în lucrări de aproximativ zece ani (față de cele optsprezece luni planificate inițial). Întârzierea a fost cauzată de imensul belvedere din sticlă situat pe acoperișul clădirii, care a trebuit să fie consolidat pentru această ocazie. Muzeul și-a deschis porțile în weekendul din 10 decembrie 2017.

#### Lichior benedictin
Rețeta lichiorului Bénédictine a fost inventată de Alexandre-Prosper-Hubert Le Grand, care a fondat în secolul al XIX-lea Société Bénédictine. Nepotul său, Fernand Le Grand, în timp ce conducea distileria familiei, a creat la mijlocul anilor 1920 o stație privată de radiodifuziune, Radio-Fécamp. Succesul tot mai mare al acesteia a dus la schimbarea numelui în Radio-Normandie, oferind programe comerciale de radio în limba engleză, în concurență cu BBC, până la Al Doilea Război Mondial. La mijlocul anilor 1930, Radio-Normandie a difuzat și primele emisiuni de televiziune experimentală realizate de tânărul inginer Henri de France, care a devenit celebru după război pentru inventarea standardului de televiziune cu 819 linii (predecesorul televiziunii de înaltă definiție) și a sistemului SECAM de televiziune color.

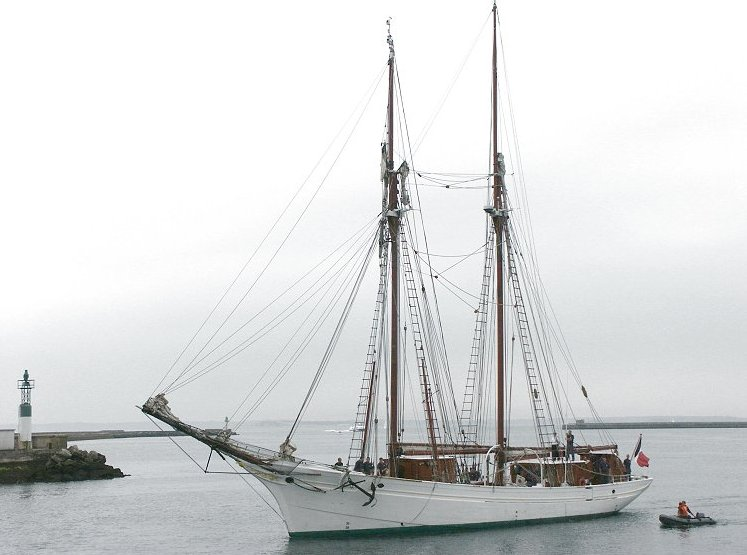
La Belle Poule intrând în port.
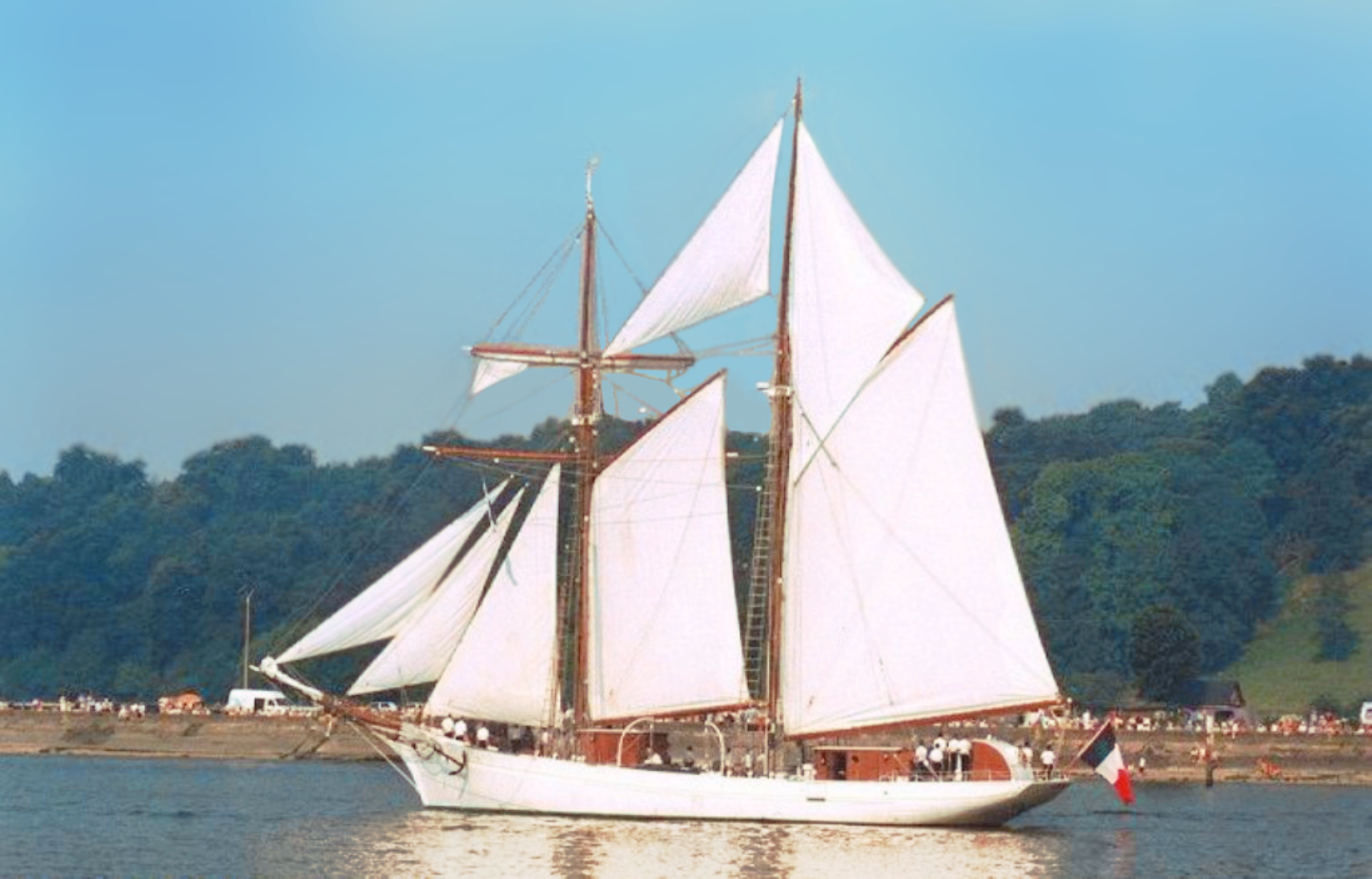
L'Étoile cu toate pânzele desfăcute.
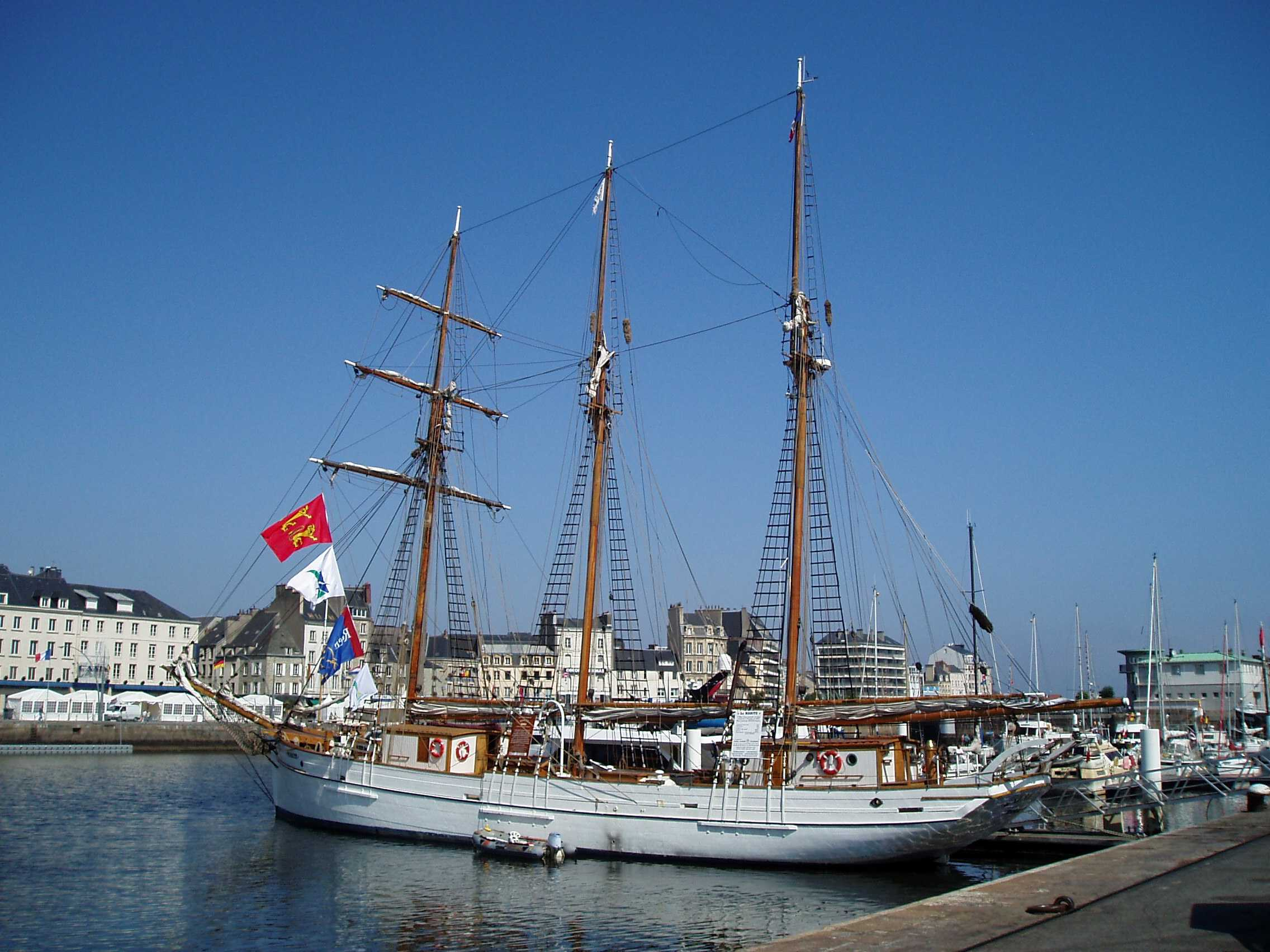
Le Marité în culorile Normandiei.
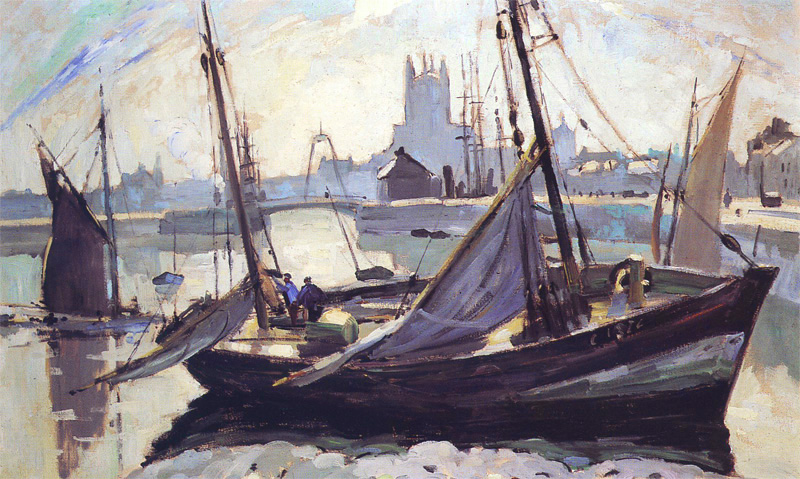
Robert Antoine Pinchon, Barques, Fécamp, 1930, ulei pe pânză, 60 × 73 cm.
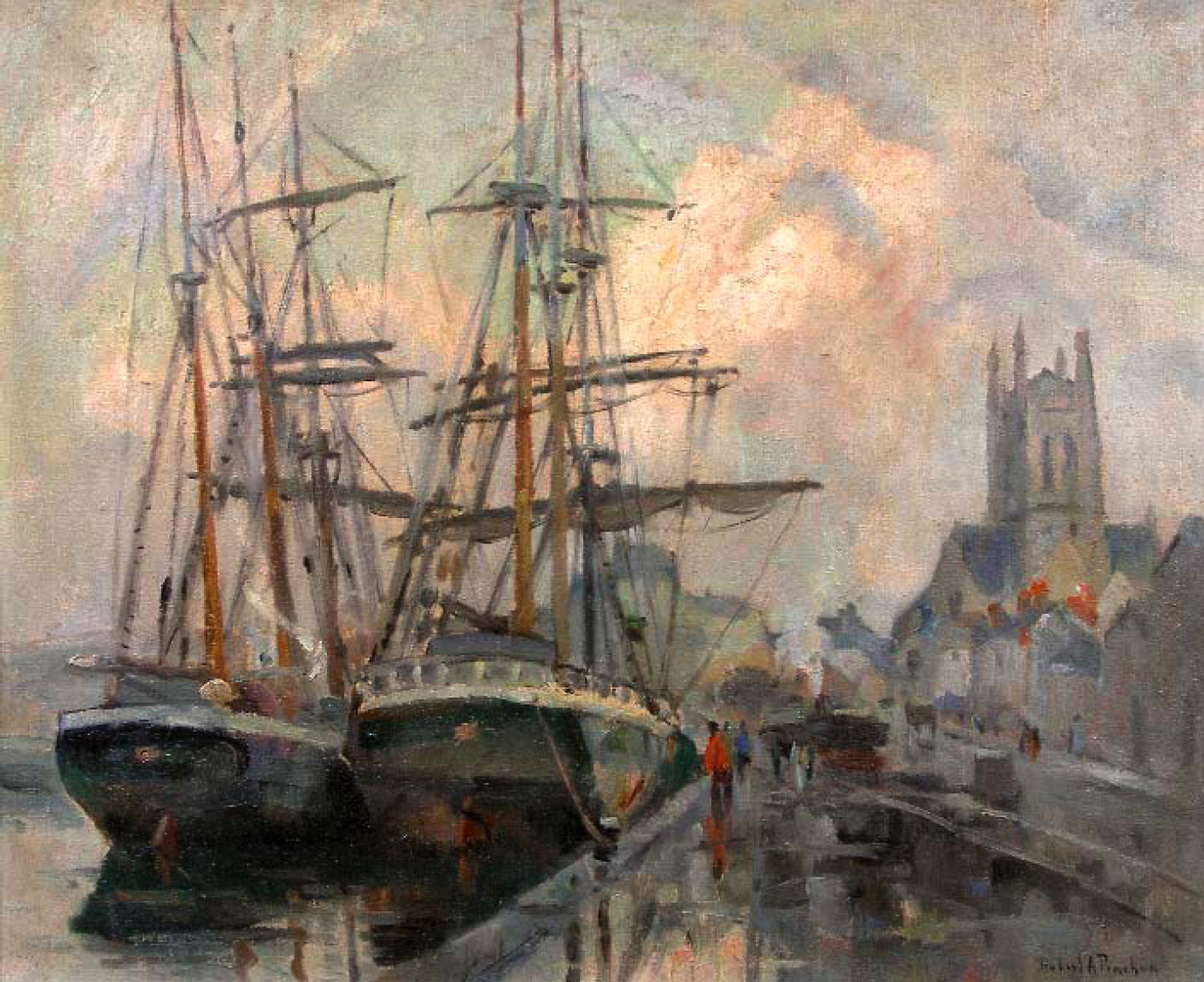
Robert Antoine Pinchon, Le port de Fécamp, ulei pe pânză, 98 × 63 cm
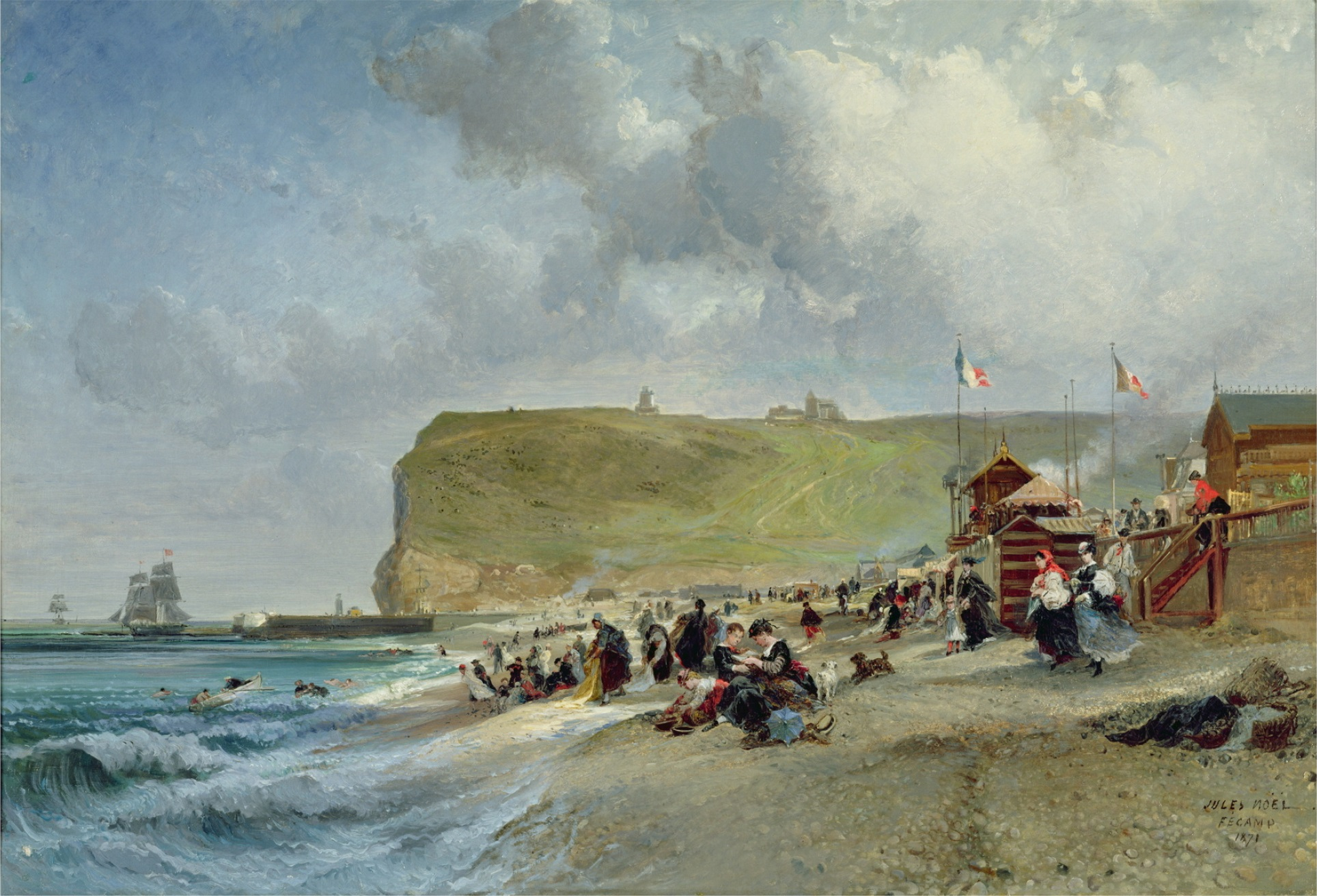
Jules Noël Crinolines sur la plage, Fécamp (1871, musée des Pêcheries, Fécamp).
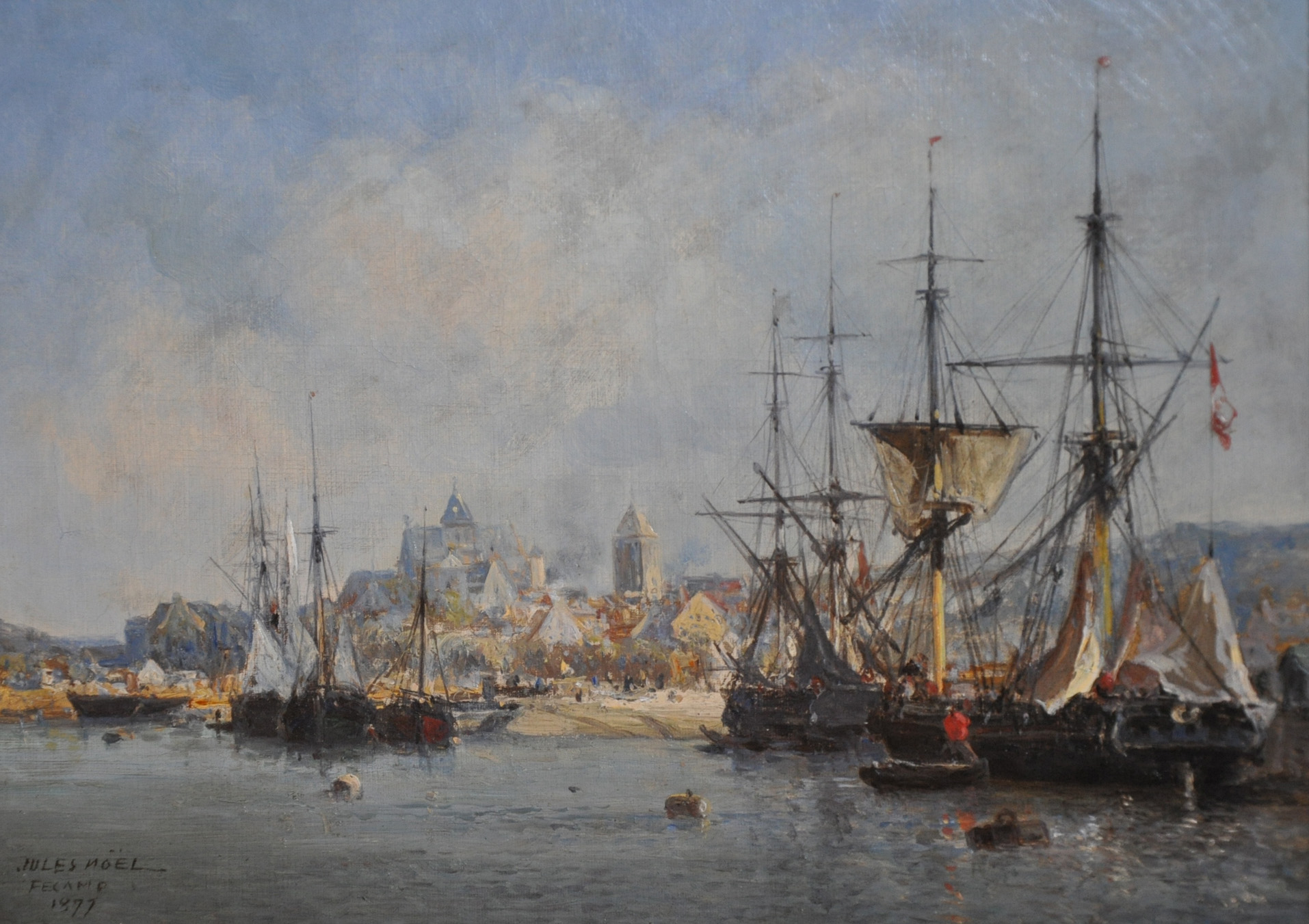
Jules Noël: Le port de Fécamp (ulei pe pânză, 1877, musée municipal Frédéric Blandin, Nevers).
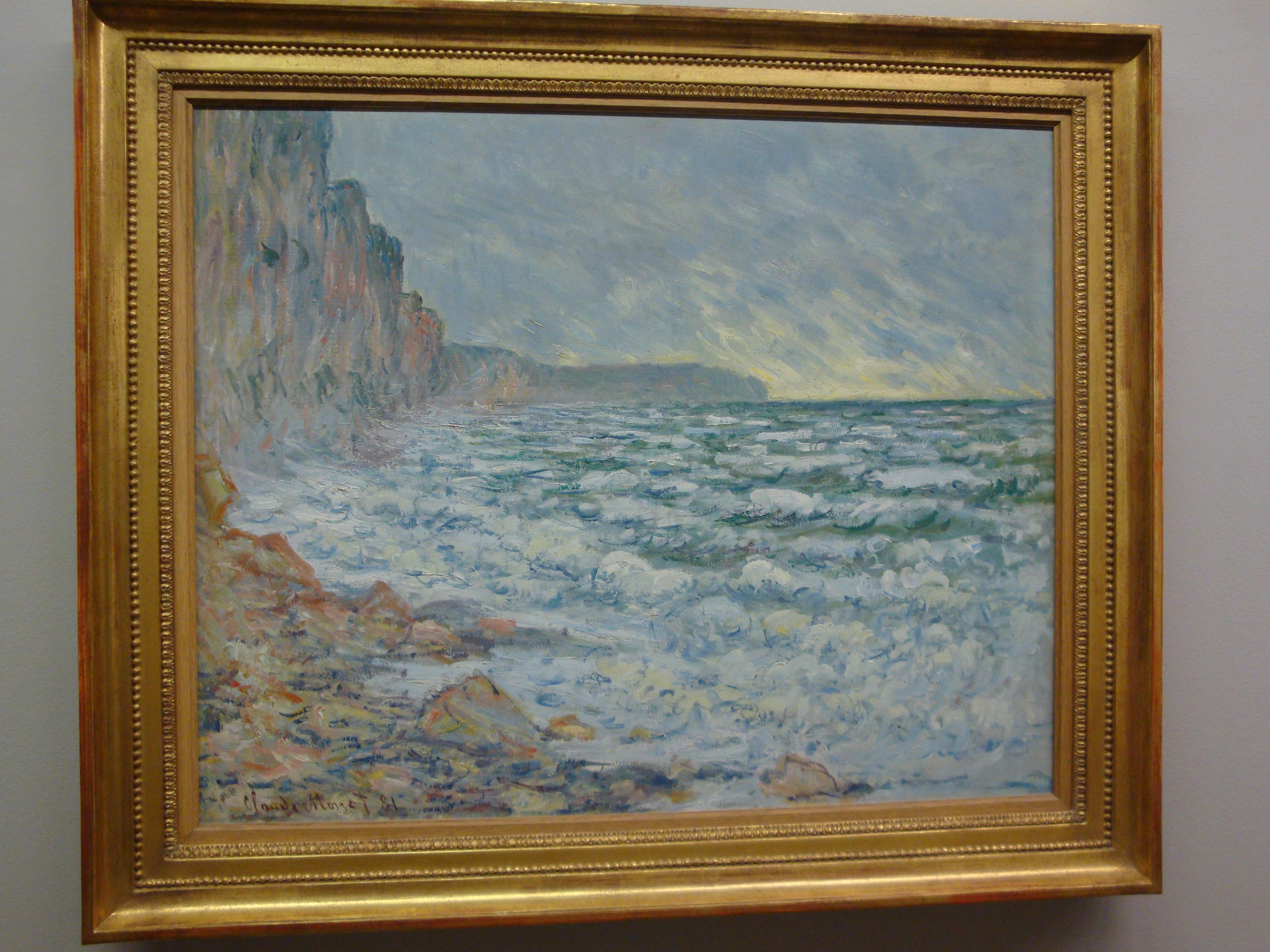
Fécamp, bord de mer - Claude Monet.

#### Al Doilea Război Mondial
Fécamp a suferit avansul distructiv al Diviziei a 7-a Panzer a lui Rommel și a fost încercuită încă din 10 iunie 1940.
Pe stâncile de la Cap Fagnet, forțele germane au început în 1942 construcția unei baterii de radare (inclusiv modelul experimental Mammut, care nu a devenit niciodată operațional) în cadrul Zidului Atlanticului. Astăzi, se pot observa încă dispozitivele importante construite pentru radare, inclusiv buncărele. În contextul Zidului Atlanticului, germanii au fortificat orașul, iar vilele de pe malul mării și cazinoul au fost dinamitate.

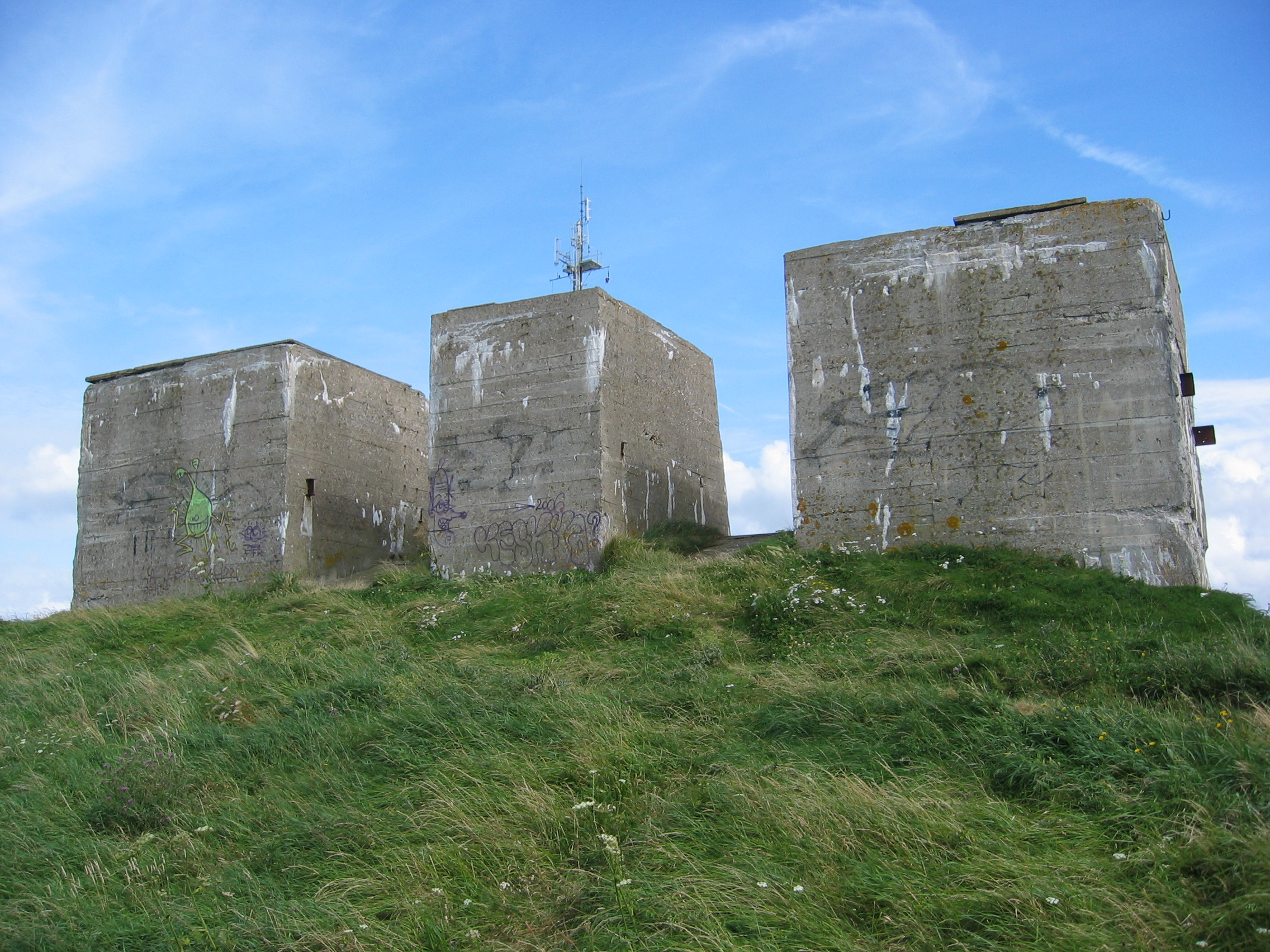
Cele trei socluri ale structurilor de susținere ale radarului Mammut.
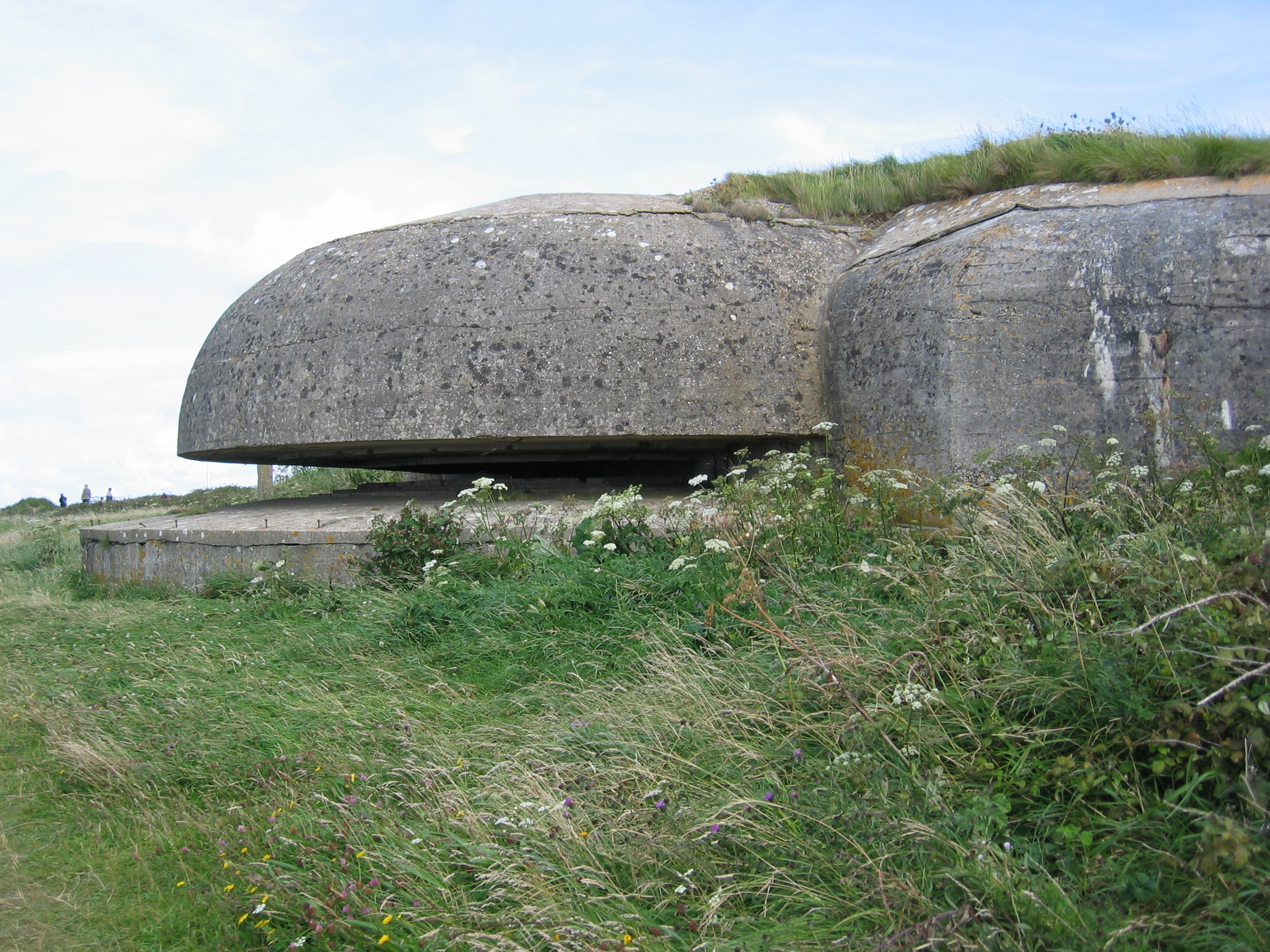
Postul de observație.

În iulie 1960, generalul de Gaulle a rostit acolo un discurs din care rămâne celebra citare: „Salut Fécamp, port maritim care dorește să rămână astfel și va rămâne!”

## Populația și societatea

### Date demografice
Evoluția numărului de locuitori este cunoscută prin recensămintele populației efectuate în comuna respectivă începând din 1793. Pentru comunele cu mai puțin de 10 000 de locuitori, un recensământ al întregii populații este realizat la fiecare cinci ani, populațiile legale pentru anii intermediari fiind estimate prin interpolare sau extrapolare. Pentru comuna respectivă, primul recensământ exhaustiv în cadrul noului dispozitiv a fost realizat în 2005.
În 2021, comuna număra 18016 locuitori, în scădere cu -6,01 % față de 2015 (Seine-Maritime: -0,14 %, Franța fără Mayotte: +1,84%).
| An        | 1793 | 1821 | 1841 | 1856  | 1876  | 1886  | 1901  | 1921  | 1936  | 1962  | 1982  | 2006  | 2016  | 2021  |
| --------- | ---- | ---- | ---- | ----- | ----- | ----- | ----- | ----- | ----- | ----- | ----- | ----- | ----- | ----- |
| Populație | 6570 | 7846 | 9418 | 11597 | 12684 | 13247 | 15381 | 17165 | 17708 | 19491 | 21436 | 19424 | 18900 | 18016 |

## Cultura și patrimoniul local
Orașul Fécamp, căruia i s-a acordat eticheta „Villes et pays d'art et d'histoire”, este construit în jurul portului său, între două stânci, dar și deasupra unei vaste rețele de cavități subterane ancestrale. Acestea au fost inițial cariere de piatră de construcție, dar au servit și ca locuri de refugiu și protecție în timpul războaielor religioase și al celor ulterioare.

### Locuri si monumente
- Porțiuni ale oppidum-ului Camp du Canada[30], clasificat ca monument istoric în 1983.
- Abația de la Trinité de Fécamp, monument istoric.
- Ruinele castelului ducal, monument istoric.
- Biserica Saint-Étienne, monument istoric.
- Muzeul Pêcheries: situat pe port și inaugurat pe 8 decembrie 2017, prezintă colecții de artă și istorie, colecții etnografice legate de pescuit și marinari, precum și colecția copilăriei doctorului Dufour și fundația sa „La Goutte de lait” într-o fostă fabrică reabilitată pe port. Colecțiile muzeului Terre-Neuvas și ale pescuitului, legate de muzeul istoriei maritime a orașului Fécamp, inaugurat în 1988 și închis pe 31 decembrie 2012, sunt integrate aici. Este prezentată marea aventură a pescuitorilor de cod care plecau luni întregi către apele înghețate ale insulei Terranova (bărci, machete, unelte), construcția și reparația navală, picturi marine, expoziții.
- Casa patrimoniului: locuință din secolul al XVI-lea, cunoscută sub numele de „Casa cu floarea de crin”, apoi „Hotelul Marele Cerb”. Din 2005, găzduiește arhivele municipale.
- Vila Émilie, începutul secolului XX, stil Art Nouveau.
- Muzeul Palatului Bénédictine, deschis în 1888 de către fondatorul său, Alexandre-Prosper-Hubert Le Grand, într-o clădire caracteristică istoricismului, o tendință eclectică, care amestecă stilurile și epocile: neogotic, neorenaștere și Art Nouveau. Găzduiește un muzeu dedicat lichiorului normand și expoziții temporare de artă (stabiles de Alexander Calder în 2001).
- Primăria, instalată în vechile clădiri mauriste[n 14][51].
- Capela Prețiosului Sânge, pe strada cu același nume.
- Monumentul eroilor, situat în piața Charles-de-Gaulle (anterior piața Thiers).
- Capela Notre-Dame du Salut, cunoscută și sub numele de Notre-Dame-des-Marins, este situată în vârful falezei amont și este dedicată marinarilor dispăruți pe mare. Capela este venerată de familiile marinarilor și conține numeroase machete de bărci.
- Statuile L'Heure du bain de Dominique Denry.

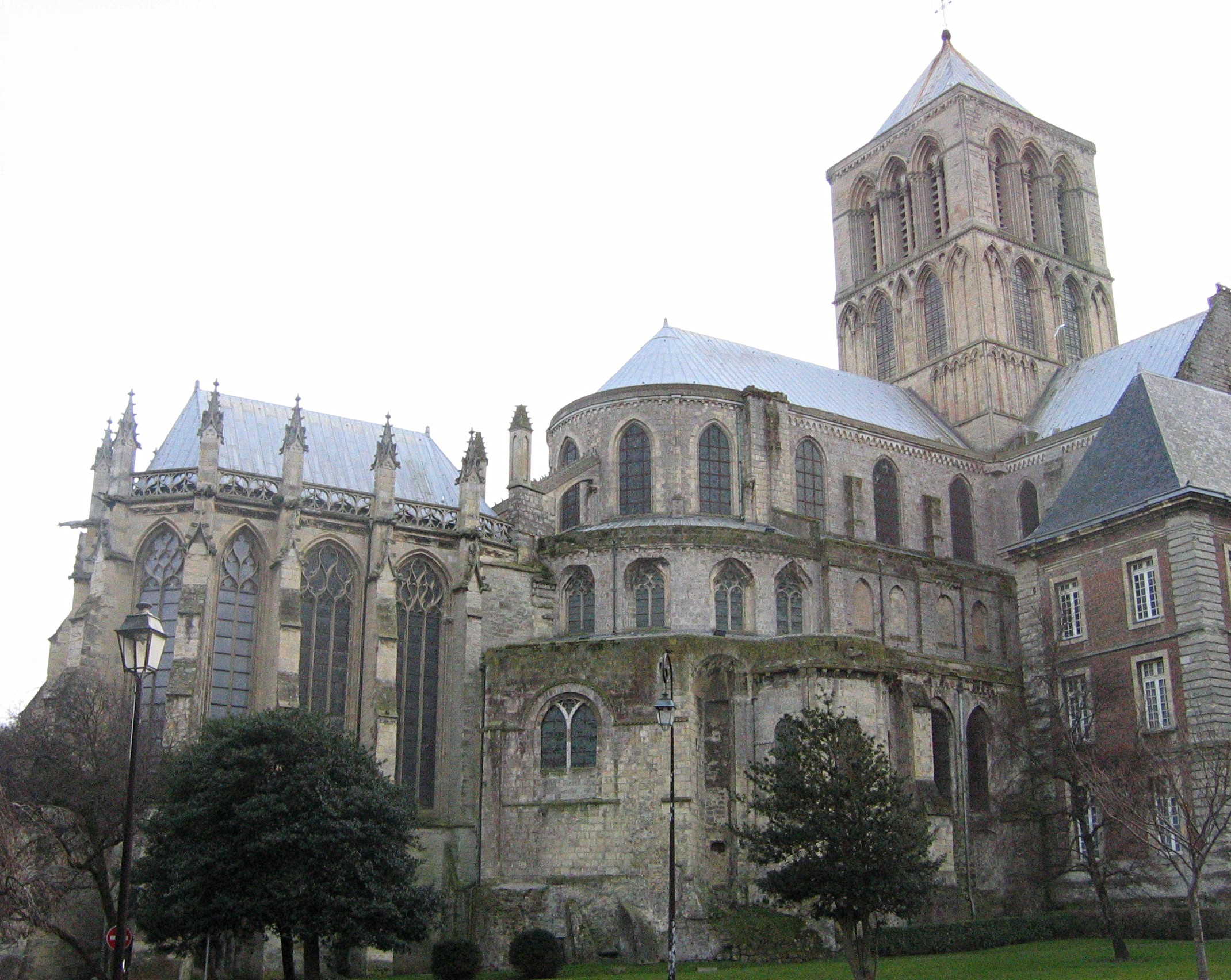
Corul și turnul-lanternă al bisericii abbatiale.
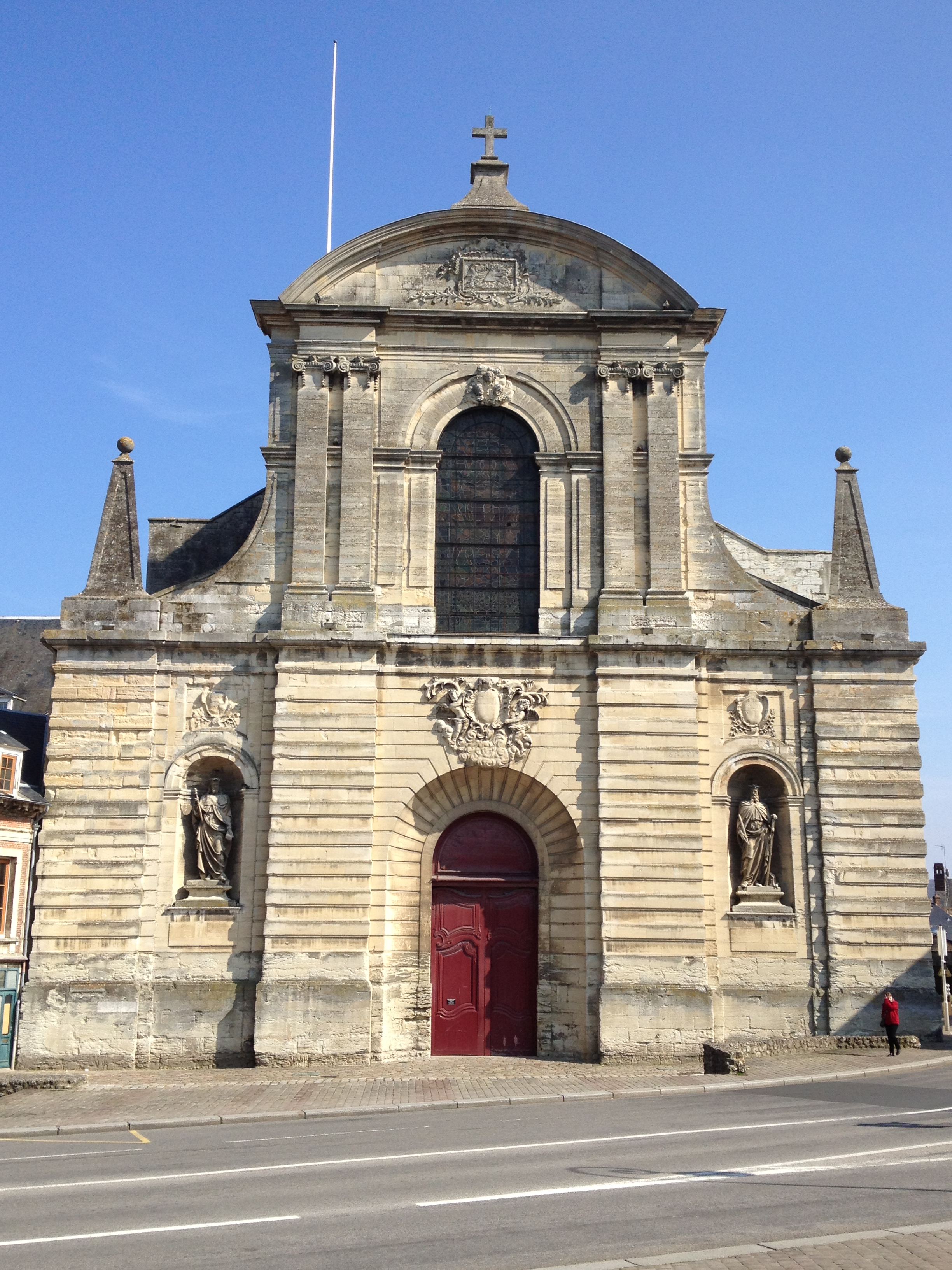
Fațada bisericii abbatiale.
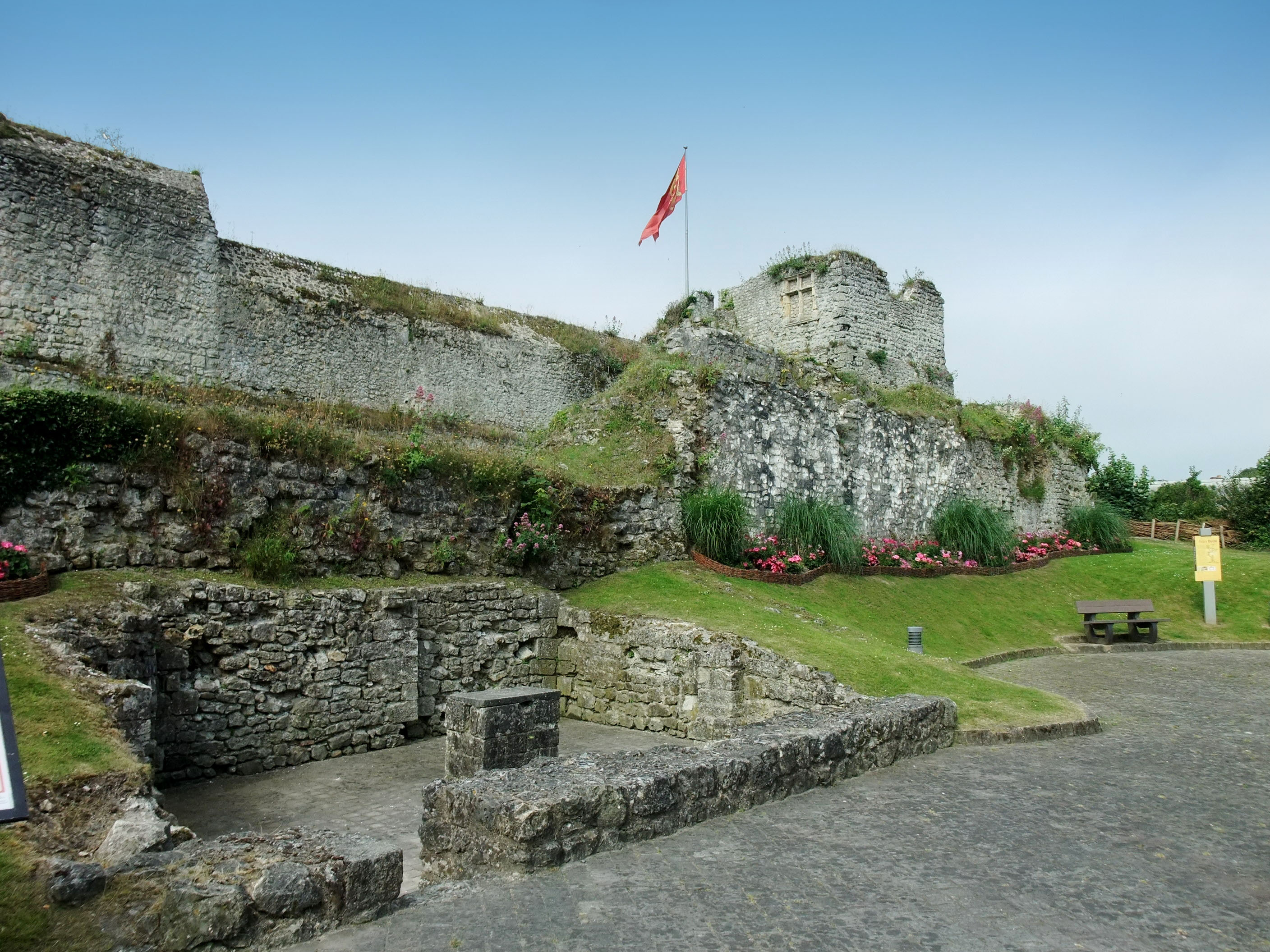
Ruinele castelului ducal.
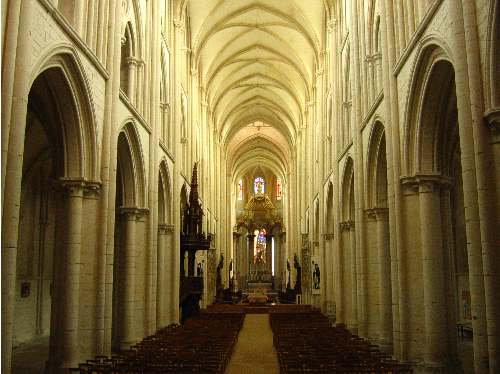
Interiorul, elevația navei.
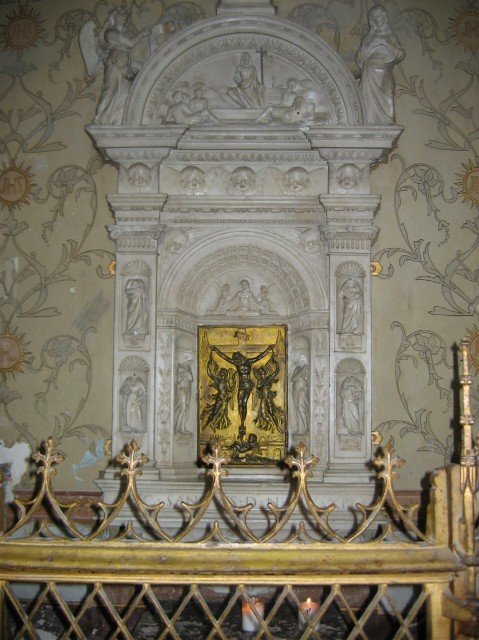
Relicvarul renascentist al Sângelui Prețios.
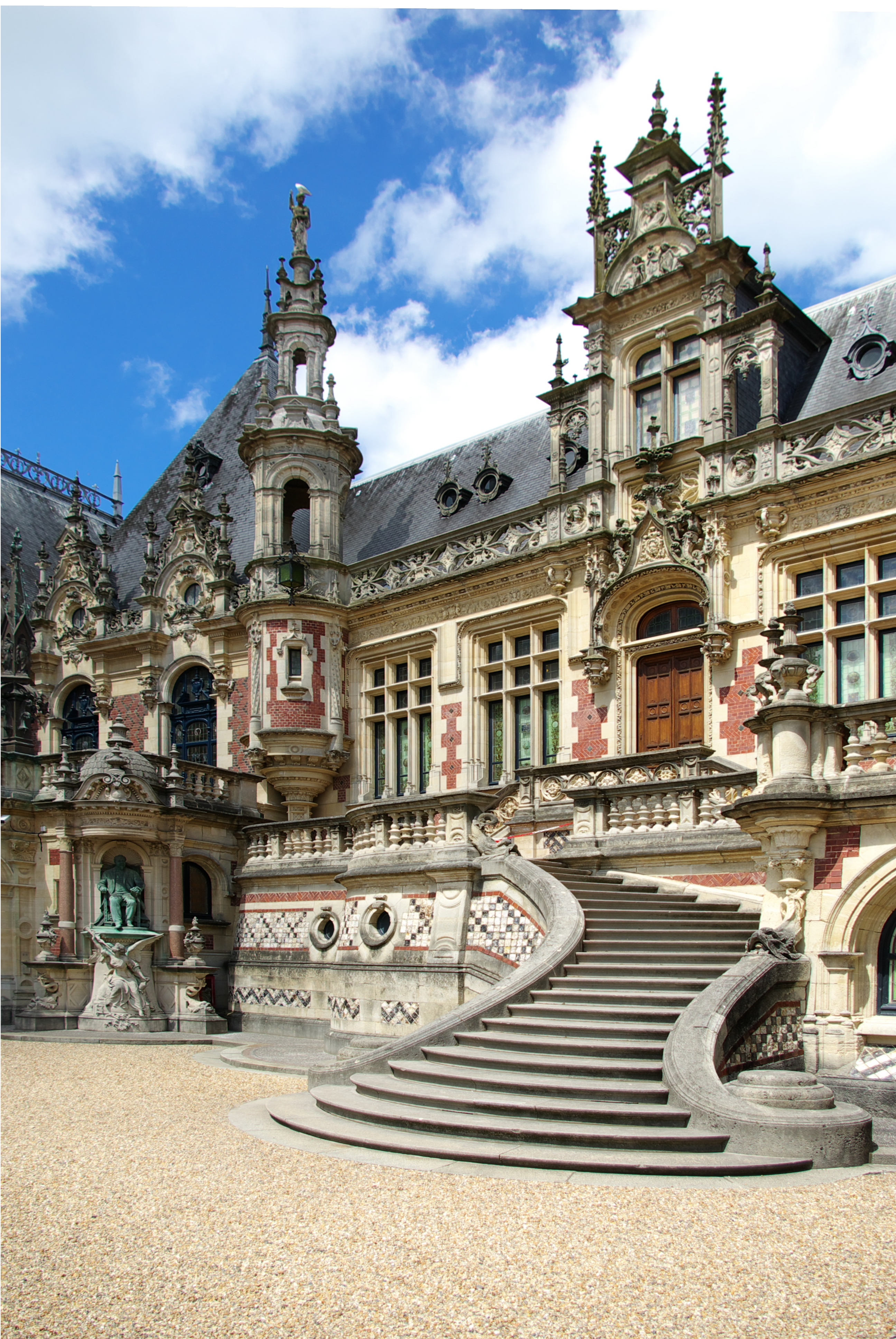
Palatul Bénédictine.

### Patrimoniul natural
Ansamblul format din Capela Notre-Dame-du-Salut și împrejurimile sale, incluzând zidul de incintă, vestigiile, șanțurile și fortificațiile fortului Bourg-Baudoin, sit clasat (1928).

### Personalități

#### Personalități născute la Fécamp
- Richard I de Normandia (933-996).
- Paul Alexandre Martin Duval, cunoscut sub numele de Jean Lorrain (1855-1906), scriitor, s-a născut și a fost înmormântat acolo.
- Pierre Carron (1932-2022), pictor și sculptor.
- Louis Levacher (1934-1983), pictor și sculptor.
- Étienne Chicot (1949-2018), actor, compozitor și scenarist.
- Philippe Porée-Kurrer (1954-), romancier.
- David Belle (1973-), cascador și actor.
- Justine Triet (1978-), regizoare.

#### Personalități decedate la Fécamp
- Guillaume de Volpiano (962-1031), călugăr și reformator liturgic piemontan.

#### Alții
- Wace (secolul al XII-lea), scriitor, a locuit la Fécamp.
- Jacques Cœur (1398-1456), argentier și negustor francez, a trăit acolo mulți ani.
- Eugène Delacroix (1798-1863), pictor, a locuit acolo pentru a realiza numeroase desene și acuarele ale falezelor.
- Eugène Boudin (1824-1898), pictor, a locuit acolo între 1874 și 1894, unde a pictat aproximativ cincizeci de tablouri.
- Berthe Morisot (1841-1895), pictoriță, și-a petrecut vacanțele acolo în 1874.
- Claude Monet (1840-1926), pictor, a locuit de mai multe ori acolo între 1868 și 1881, unde a realizat aproximativ douăzeci de tablouri.
- Paul Signac (1863-1935), pictor, a realizat în 1886 numeroase tablouri ale falezelor într-un stil pointilist.
- Guy de Maupassant (1850-1893), scriitor și jurnalist literar, a locuit la Fécamp pe cheiul care astăzi îi poartă numele, lângă gura de vărsare a râului Valmont.
- Raoul Dufy (1877-1953) a pictat în 1904 regatele de la Fécamp.
- William Anthony Parker II, cunoscut sub numele de Tony Parker (1982-), baschetbalist, a semnat prima licență la Fécamp în 1992-1993.
- Claude Santelli (1923-2001), regizor.
- Blutch (1967-), desenator.

## Înfrățiri
- Germania – Rheinfelden
- Belgia – Mouscron
- Țara Galilor – Vale of Glamorgan
- Ungaria – Putnok